# Lithacodia octogintaocto
Lithacodia octogintaocto là một loài bướm đêm trong họ Noctuidae.